# ليون برويخوف
ليون برويخوف (بالهولندية: Leon Broekhof)‏ (14 مايو 1988 في هولندا - ) هو لاعب كرة قدم هولندي في مركز الدفاع. لعب مع دي غرافشاب ورودا ياي سي ونادي إيمن ونادي كامبور وFC Lienden ‏.

## وصلات خارجية
- ليون برويخوف على موقع قاعدة بيانات كرة القدم.إي يو (الإنجليزية)
- ليون برويخوف على موقع Soccerway.com (الإنجليزية)